# Wilhelm Hollbach
Wilhelm Hollbach (* 20. Dezember 1893 in Aachen; † 11. Dezember 1962 in Frankfurt am Main) war ein deutscher Journalist und vom 28. März 1945 bis 4. Juli 1945 als Amtierender Bürgermeister der Stadt Frankfurt am Main (temporary lordmayor) tätig. Er wurde bereits am Tag vor der endgültigen Befreiung der Mainmetropole durch den US-Militärgouverneur Colonel Howard D. Criswell in dieses Amt eingesetzt, nachdem sich der Direktor der Metallgesellschaft, Hermann Lumme, verweigert hatte.

## Journalismus
Hollbach verbrachte seine Schulzeit in Aachen und volontierte bei der Aachener Post. Danach schrieb er von 1911 – mit Unterbrechungen während des Ersten Weltkriegs – bis 1919 für die Weimarische Zeitung. Es folgte eine Tätigkeit als Politik-Redakteur und stellvertretender Chefredakteur in Mannheim bei der Neuen Badischen Landeszeitung (bis 1924). Nach einem abermaligen Ortswechsel wurde er Mitglied der Chefredaktion des Kölner Tageblatts. Als Mitglied der linksliberalen Demokratischen Partei wurde er Stadtverordneter in Köln, und bis 1933 engagierte er sich zudem im überparteilichen, pro-republikanischen Reichsbanner Schwarz-Rot-Gold.
Nachdem Hollbach schon in den 1920er-Jahren nebenberuflich als Korrespondent für die Frankfurter Zeitung tätig gewesen war, zog er 1930 an den Main, wo er bis zu deren Verbot durch die Nationalsozialisten (1943) Leiter der Nachrichtenredaktion war. Zugleich war er in Frankfurt von 1931 bis 1944 Chefredakteur („Schriftleiter“) des Illustrierten Blatts und ab 1934 zudem Chefredakteur der Neuesten Zeitung – Illustrierte Tageszeitung und Versicherung, die beide ebenfalls im Societätsverlag, dem Verlag der landesweit bedeutenden Frankfurter Zeitung, herausgegeben wurden.

## Amtierender Bürgermeister von Frankfurt am Main
Wolfgang Klötzer schrieb in seiner Frankfurter Biographie, Wilhelm Hollbach habe bei Kriegsende geplant, „die am 31.8.1943 eingestellte F[rankfurter] Z[eitung] wiederzubeleben. Von den einrückenden Amerikanern als tatkräftiger Demokrat eingeschätzt, wurde H[ollbach] jedoch am 28.3.1945 kurzerhand zum Amtierenden Bürgermeister von Ffm. ernannt“ und drei Tage später von einem aus politisch unbelasteten Personen gebildeten „Bürgerrat“ in seinem Amt bestätigt. Hollbach hatte sich kurz zuvor – am 26. März 1945 – kurzerhand zum Geschäftsführer des Verlags der Frankfurter Zeitung erklärt, nachdem am 25. März die nationalsozialistische Führung aus Frankfurt geflohen war. Der Nazi-treue Geschäftsführer des Verlags hatte vor seiner Flucht noch das politische Archiv in Brand gesetzt und vernichtet sowie die Setz- und Rotationsmaschinen zu zerstören versucht.
Hollbach stellte seinen Mitarbeiterstab vornehmlich aus ehemaligen Redakteuren der Frankfurter Zeitung zusammen. In seiner Amtsführung war er, nicht zuletzt aufgrund fehlender Verwaltungserfahrung, völlig von den Weisungen der Militärbehörden abhängig. Wegen seines Improvisationstalents und seiner unkonventionellen und flexiblen Arbeitsweise konnte er trotzdem einige wegweisende Entscheidungen treffen. So berief er im April den Tierarzt Bernhard Grzimek, der für das Illustrierte Blatt tierpsychologische Kolumnen verfasst hatte, zunächst zu seinem persönlichen Referenten. Nachdem Grzimek von den US-Behörden zum Frankfurter Polizeipräsidenten ernannt worden war, dieses Amt aber ablehnte, wurde Grzimek auf eigenen Wunsch von Hollbach am 1. Mai 1945 zum Direktor des Zoologischen Gartens berufen und in dieser Funktion Hollbach direkt unterstellt. Grzimek sorgte dann dafür, dass der von der US-Verwaltung bereits dauerhaft geschlossene Zoo wiedereröffnet wurde und so bis heute erhalten blieb.
Zudem wurde Hollbach von der amerikanischen Militärregierung Anfang April 1945 angewiesen, die Frankfurter Justiz neu aufzubauen. Nach einer Besprechung mit unbelasteten Frankfurter Juristen wurde am 19. April 1945 Walter Moehrs zum Präsidenten des (noch zu gründenden) Oberlandesgerichts Frankfurt am Main ernannt. Unter Hollbachs Leitung wurden auch die Ämter des Landgerichtspräsidenten, des Generalstaatsanwalts und des Präsidenten der Rechtsanwaltskammer neu besetzt.
Hollbach kritisierte die amerikanische Entnazifizierungspolitik als zu schematisch und wandte sich gegen die Beschlagnahme von Wohnraum durch die Besatzungstruppen. Bereits seit Ende April 1945 betrieb die Militärregierung seine Amtsenthebung, die schließlich am 4. Juli 1945 im Amtszimmer von Criswells Nachfolger, dem Chef der Frankfurter Militärregierung, Militärgouverneur Oberst Robert K. Phelps, mit sofortiger Wirkung erfolgte. Aus einem Schreiben des Direktors des Freien Deutschen Hochstift vom 14. Dezember 1953 geht hervor, dass die US-Militärregierung von einem missgünstigen KPD-Mitglied dazu bewogen worden sein soll, Hollbach nach nur drei Monaten wieder aus dem Amt des Oberbürgermeisters zu entlassen. Einem Vermerk in seiner Personalakte ist zu entnehmen, dass Hollbach (Spitzname: Ho) seine Amtsenthebung, die ihm gegenüber nicht begründet wurde, mit den Worten quittierte, dass er das nicht überleben werde, da er stets gegen die Naziherrschaft gewesen sei. Ein erhaltener Aktenvermerk deutet darauf hin, dass auch der US-Führungsoffizier, der Hollbach unter Zeugen seines Amtes enthob, die Entlassungsgründe nicht für stichhaltig hielt.
Tatsächlich gelang es Wilhelm Hollbach später nicht mehr, seine noch im August 1945 schriftlich dokumentierte Hoffnung zu verwirklichen, wieder an seine journalistische Tätigkeit anzuknüpfen; der nach seiner Amtsenthebung erfolgte Versuch, in der französischen Besatzungszone einen Drei-Kreise-Verlag aufzubauen, scheiterte 1948 mit der Währungsreform. In den Akten der Stadt Frankfurt ist folgender Vermerk vom 6. Dezember 1951 überliefert: „Herr Hollbach ist in die Irrenanstalt Herborn eingeliefert worden.“ Er sei ein schwieriger Patient, der ständig Streit mit anderen Insassen suche, und: „Er ist süchtig und Säufer.“ Mehrere weitere Klinikaufenthalte, die seine Familie an den Rand des finanziellen Ruins brachten, stabilisierten aber allmählich wieder seine fragil gewordene Gesundheit. Er starb am 11. Dezember 1962 in Frankfurt an den Folgen eines Krebsleidens. An einer Grabrede dankte ihm Bürgermeister Wilhelm Fay auf dem Frankfurter Hauptfriedhof zwar im Namen des Magistrats der Stadt „für den Mut in den Tagen nach dem Einmarsch der Amerikaner“, ein Ehrengrab wurde Wilhelm Hollbach jedoch nicht zuerkannt.
Zu den besonderen Verdiensten Hollbachs während seiner kurzen Amtszeit zählt auch seine Mitwirkung an der Wiedereröffnung der Universität Frankfurt, zu der es allerdings erst unter seinem Nachfolger Kurt Blaum kam.